# James Avalon
James Avalon es un director de cine porno. Entre sus alias se incluyen Kunga Sludge, Mondo Tundra y Monty Tundra.

## Premios
- 2001 AVN Award ganador – Best Director (Film) - Les Vampyres[2]
- 2002 AVN Award nominado – Best Director (Film) - Taboo 2001[3]
- 2003 AVN Award nominado – Best Director (Film) - Les Vampyres 2[4]
- 2004 AVN Award nominado – Best Director (Non Feature) - Fantasy[5]
- 2005 AVN Hall of Fame admisión
- 2006 Ninfa Prize ganador - Best Director - La Mansión del Placer[6]
- 2007 AVN Award nominado – Best Director (Video) - Sex Pix[7]
- XRCO Hall of Fame admisión[8]
- 2009 AVN Award nominado – Best Videography – Roller Dollz[9]
- 2009 AVN Award nominado – Best Screenplay – Roller Dollz[9]
- 2009 AVN Award nominado – Best Director, Feature – Roller Dollz[9]
- 2011 Feminist Porn Award – Steamiest Romantic Movie – A Little Part of Me[10]